# Orseis
W mitologii greckiej, Orseis (/ɔːrsiːɪy/; gr: Ὀρσηΐς) była wodną nimfą (Najadą) źródła w Tesalii i mityczną matką Greków.
Nie wiadomo, czy jej ojcem był Okeanos czy bóg rzeki Peneios. Istnieje nawet ewentualność, że była córką Zeusa i Forkidy Dejno. Według „Biblioteki”, Orseis poślubiła Hellena, syna Deukaliona i Pyrry. Ich synowie Doros, Ksutos i Eol, według Hezjoda wraz z synami Pandory, stali się założycielami pierwszych plemion greckich.